# چک ۶۷۰/۱۱ جی‌بی
چک ۶۷۰٪2F۱۱ جی‌بی (انگلیسی: Chak No. 670/11GB) یک منطقه‌ی مسکونی در پاکستان است که در ناحیه توبه تک سینگ واقع‌شده است.